# Macellum
Un macellum (plural: macella) es un mercado cubierto perteneciente a la antigua Roma; en este se vendían, principalmente, provisiones (especialmente frutas y vegetales). La edificación normalmente se asentaba al lado de la basílica y el foro. Cada macellum vendía diferentes productos, dependiendo de la disponibilidad local, pero no era raro que se importaran comestibles, especialmente en los puertos como Pompeya. En total en el Imperio romano había 80 macella, por ejemplo, en Pozzuoli y Pompeya.

## Planta y disposición

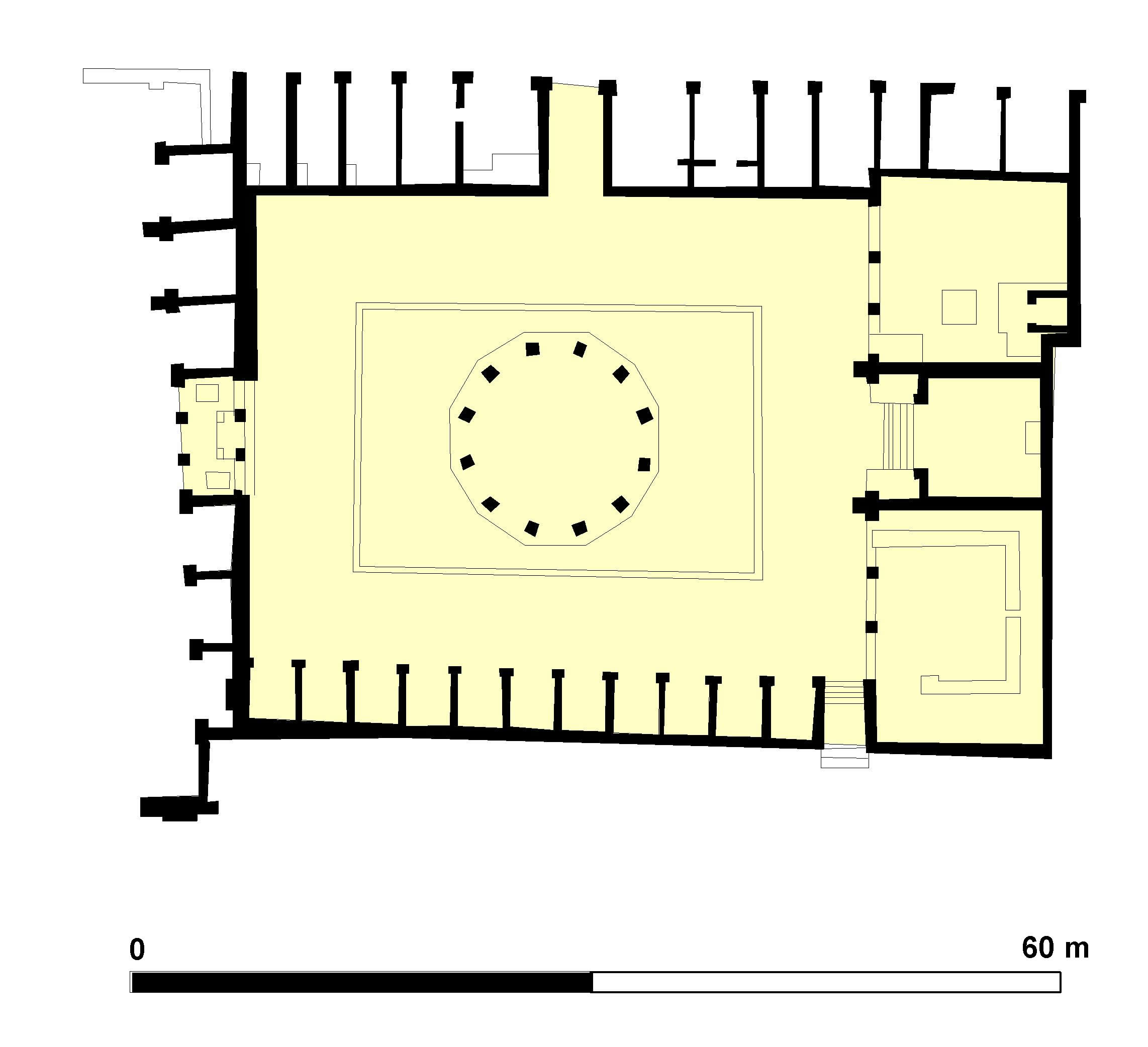
Planta del macellum de Pompeya.

Un macellum es generalmente de forma cuadrada. El patio central, este está rodeado de tabernae, tiendas, todas del mismo tamaño. También se podían ampliar, dotándolos de un segundo piso o más. La entrada al macellum la situamos o bien en las puertas centrales de los cuatro costados de la edificación, o bien mediante los mismos tabernae. Parece ser que los tabernae reservados para carniceros estaban juntos en un área del macellum donde fueron provistos con encimeras de mármol, presumiblemente para mantener el refrigerador de la carne, y desagües para la eliminación de agua y residuos líquidos como la sangre.

En el interior de los patios de algunos macellum podemos encontrar templetes circulares con estructura monóptera conocidos como tholos; ejemplo de esto es el ya mencionado macellum de Pozzuoli.